# D'Estaing (1859)
Pour les autres navires du même nom, voir d'Estaing (navire).
Le d'Estaing est un aviso de 2e classe construit pour la Marine française. Mis sur cale à Toulon en 1858, il est lancé et armé l'année suivante. Il sert dans les colonies françaises de 1860 à 1876, date à laquelle il est désarmé à Saïgon puis transféré à l'Annam.

## Conception
La coque de l'aviso est en bois. Gréé en trois-mâts barque et mû par une hélice propulsée par des machines Forges et Chantiers de la Méditerranée, le d'Estaing atteint les 10,1 nœuds (18,71 km/h).
Lors de son lancement, il est armé de deux canons rayés de 16 cm. Ceux-ci sont remplacés en 1864 par 4 canons de 12 cm, puis changés pour 4 canons de 14 cm en 1869, puis pour 4 canons de 140 mm modèle 1867 en 1873. Enfin, ce sont 4 obusiers de 14 cm à âme lisse qui sont installés en 1875.

## Histoire
Dès 1860, le d'Estaing rejoint Grand-Bassam puis le Gabon et reste dans la zone avant de rentrer à Rochefort où il est désarmé le 11 octobre 1862. Après une refonte commencée le 26 août 1864, il part le 2 janvier 1865 pour l'Amérique du Nord, Terre-Neuve et les Antilles. Il se trouve ainsi à Port-au-Prince en 1867 lors de la chute du président haïtien Fabre Geffrard, qui se réfugie à bord. L'aviso rentre à Brest en 1868 où il est désarmé. Après des essais machine à Cherbourg, l'aviso part de Brest en 1869 pour une campagne de deux ans en Martinique, avant de revenir à Brest puis de repartir du 20 janvier 1873 au 27 février 1872 pour une campagne d'un an à Terre-Neuve. À son retour le navire est de nouveau désarmé avant d'être réarmé en juin 1875 avant de partir le 18 août pour l'Indochine aux ordres du lieutenant de vaisseau Fressinger. En août 1876, il est désarmé puis transféré au roi d'Annam,.